# Die verbotene Insel
Die verbotene Insel ist ein kooperatives Brettspiel des amerikanischen Spieleautors Matt Leacock und erschien 2010 als Forbidden Island beim amerikanischen Spieleverlag Gamewright. Im selben Jahr wurde es als eines von 5 Spielen mit dem Mensa Select ausgezeichnet. Das Spiel wurde in verschiedene Sprachen (spanisch, niederländisch, französisch, russisch, deutsch) übersetzt und erschien in deutscher Sprache 2010 bei Schmidt Spiele. 2011 wurde es für den Preis als Spiel des Jahres und dem Niederländischen Spielepreis nominiert sowie mit dem spanischen Spielepreis Juego del Año ausgezeichnet.

## Spielweise
Die verbotene Insel ist ein kooperatives Spiel, das heißt alle Mitspieler spielen zusammen und können nur gemeinsam gewinnen oder gemeinsam verlieren. Die Mitspieler schlüpfen in die Rolle von Abenteurern, die versuchen, vier Artefakte von einer versinkenden Insel zu bergen. Falls sie es schaffen, alle Artefakte zu finden und rechtzeitig mit dem Helikopter zu fliehen, haben sie das Spiel gewonnen. Scheitern sie und die Insel versinkt vorher im Wasser, bevor sie alle Artefakte bergen konnten oder bevor sie gemeinsam die Insel verlassen können, verlieren sie das Spiel.
Das Spielmaterial besteht neben der Spielanleitung aus:
- 24 Inselfelder
- 58 Spielkarten, davon
  - 28 Artefaktkarten (enthalten auch die Sonderkarten „Die Flut steigt“, Helikopterkarten und Sandsackkarten)
  - 24 Flutkarten
  - 6 Abenteurerkarten
- sechs Spielfiguren
- vier Artefakte
- ein Wasserpegel mit Wasserpegelanzeiger

## Spielablauf
Durch Karten wird bestimmt, welche Teile der Insel wann im Meer versinken. Durch Zusammenarbeit der Abenteurer und durch Einbringen der jeweiligen Sonderfunktionen kann dem Untergang entgegengewirkt werden. Zu Beginn des Spiels ist es den Mitspielern überlassen, welchen Schwierigkeitsgrad sie wählen. Je niedriger der Wasserpegel am Anfang gewählt wird, desto höher sind die Chancen, das Spiel zu gewinnen.  Da nicht verhindert werden kann, dass mehr und mehr Teile in den Fluten versinken, muss darauf geachtet werden, dass zumindest die wichtigen Teile, als da sind Zentrum der Insel (für kurze Verbindungswege), je ein Artefakt-Ort und der Helikopter-Landeplatz,  gerettet werden können. Funktionslose Inselteile am Rand der Insel können im Meer versinken, ohne das Spiel wesentlich zu beeinflussen.

## Versionsunterschiede
Im Gegensatz zur englischen enthält die deutsche Ausgabe bemalte Plastikfiguren anstatt farbiger Holzpöppel. Die Grafiken auf den Charakterkarten wurden ebenfalls verändert. Des Weiteren wird das Spiel in der deutschen Version in einer normalen Pappschachtel geliefert, während die englische Version in einer Blechbüchse daherkommt.

## Auszeichnungen
Das Spiel Die verbotene Insel wurde 2010 als eines von fünf Spielen von Mensa Select ausgezeichnet. Darüber hinaus wurde es 2011 zum Spiel des Jahres und dem Niederländischen Spielepreis nominiert sowie mit dem spanischen Spielepreis Juego del Año ausgezeichnet.

## Belege
1. ↑  Spielanleitung (PDF; 2,3 MB) bei Schmidt Spiele
2. ↑  Archivierte Kopie (Memento des Originals vom 11. Juni 2012 im Internet Archive)  Info: Der Archivlink wurde automatisch eingesetzt und noch nicht geprüft. Bitte prüfe Original- und Archivlink gemäß Anleitung und entferne dann diesen Hinweis.